# Andrea Borri
Andrea Borri (Parma, 13 luglio 1935 – Monticelli Terme, 7 agosto 2003) è stato un politico italiano, presidente della Provincia di Parma dal 19 luglio 1999 fino alla morte.

## Biografia
Dopo aver conseguito la maturità classica al liceo Romagnosi di Parma, si laureò in giurisprudenza all'Università degli Studi di Parma. Fu nominato notaio nel 1963.
La sua carriera politica cominciò presto, con vari incarichi: consigliere comunale, e poi presidente del gruppo consiliare democristiano a Parma tra il 1963 e il 1976, deputato al parlamento dal 1976 al 1994, presidente della provincia di Parma dal giugno 1999 fino al 7 agosto 2003, data della sua scomparsa. Ha creato e coordinato il comitato promotore della candidatura di Parma a sede dell'Autorità Alimentare Europea (EFSA), riconoscimento che la città ha poi ottenuto nel dicembre 2003.
Presiedette l'Istituto Nazionale di Studi Verdiani e la Conferenza Sanitaria Territoriale di Parma e fu vicepresidente dell'Autocamionale della Cisa SpA e presidente dell'Associazione per lo Studio del Fenomeno Religioso (A.S.Fe.R), con sede a Firenze.
Negli anni settanta fu tra i promotori del circolo politico-culturale "il Borgo", d'area cattolico-democratica, tuttora attivo sulla scena parmense, e oggi presieduto da uno dei suoi più stretti collaboratori, il professor Eugenio Caggiati.
Esponente della corrente morotea, dopo la tragica morte di Aldo Moro, più in generale della "sinistra democristiana", ebbe tra i suoi collaboratori Elvio Ubaldi, che da vicesindaco ebbe il suo sostegno nella prima amministrazione senza il PCI a Parma negli anni ottanta. Ubaldi sarà poi sindaco col centro-destra, senza l'appoggio di Borri.
Fu amico personale di Beniamino Andreatta, Giovanni Goria e altri esponenti della "sinistra democristiana". Meno legato fu Borri a Ciriaco De Mita e alla sua corrente "La Base", anche per i rapporti piuttosto stretti che quest'ultima, e non Andrea Borri, teneva con l'ambiente della Parmalat dell'epoca: questo gli valse la mancata nomina nei governi dell'epoca, mentre, per i suoi rapporti corretti anche con l'opposizione, fu prescelto per ruoli di garanzia.
Come presidente, dal 1987 al '92, della commissione bicamerale di vigilanza sul servizio radiotelevisivo, sostenne la funzione sociale e nazionale della RAI come servizio pubblico, e si oppose al sostanziale monopolio berlusconiano nel settore privato, in posizione polemica rispetto a Silvio Berlusconi e a Bettino Craxi; in dissenso rispetto alla posizione prevalente nel suo partito (ma in accordo con la sinistra democristiana), combatté la legge Mammì.
Fu anche campione d'Italia di pallovale, presidente dell'Associazione Universitaria Parmense e del Festival Internazionale del Teatro.
La sua eredità politica e culturale è oggi custodita dalla Fondazione Andrea Borri.
La fondazione ha l'obiettivo di promuovere ricerche e iniziative, in particolare sui temi che maggiormente costituirono oggetto dell'attività pubblica e scientifica di Borri: la comunicazione e il diritto all'informazione; la democrazia e la sua attuazione, con particolare riferimento all'integrazione europea; la cooperazione internazionale; il fenomeno religioso.

## Vita privata
Sposato con l'insegnante di francese Franca Finardi, deceduta di tumore nel 1997, dalla quale ha avuto quattro figli: il linguista Tommaso Francesco, coautore del Dizionario d'ortografia e di pronunzia della RAI, il notaio Bernardo, la pubblicitaria Natalia, per alcuni anni consigliera comunale a Parma per il Partito Democratico, e la chimica alimentare Maria.

## Incarichi parlamentari

### VII legislatura
- membro della giunta per l'esame delle domande di autorizzazione a procedere in giudizio (15 luglio 1976 - 19 giugno 1979)
- membro della IV commissione giustizia (31 luglio 1976 - 4 agosto 1976)
- membro della IX commissione lavori pubblici (5 luglio 1976 - 19 giugno 1979)
- membro della commissione speciale incarica, in sede referente, dell'esame dei progetti di legge concernenti disposizioni in materia di locazioni di immobili urbani (21 gennaio 1977 - 19 giugno 1979)

### VIII legislatura
- membro della IX commissione lavori pubblici (11 luglio 1979 - 11 luglio 1983)
- membro della commissione parlamentare d'inchiesta sulla strage di via Fani, sul sequestro e l'assassinio di Aldo Moro e sul terrorismo in Italia (30 novembre 1982 - 29 giugno 1983)
- membro della commissione parlamentare per l'indirizzo generale e la vigilanza dei servizi radiotelevisivi (9 agosto 1979 - 11 luglio 1983)
- membro della sottocommissione permanente per l'accesso (19 settembre 1979 - 11 luglio 1983)

### IX legislatura
- membro della III commissione esteri (12 luglio 1983 - 24 settembre 1985)
- membro della X commissione trasporti (25 settembre 1985 - 1º luglio 1987)
- membro della commissione parlamentare per l'indirizzo generale e la vigilanza sui servizi radiotelevisivi (11 ottobre 1983 - 1º luglio 1987)

### X legislatura
- presidente della commissione parlamentare per l'indirizzo generale e la vigilanza sui servizi radiotelevisivi (9 ottobre 1987 - 22 aprile 1992)
- membro della VII commissione istruzione (4 agosto 1987 - 22 aprile 1992)

## Riconoscimenti
2014 - “Aoristo d’oro” alla memoria conferito dal Liceo Ginnasio Romagnosi di Parma.
Ad Andrea Borri e al padre, Francesco, è intitolato un piazzale nel centro di Parma.